# Hasekura Tsunenaga
Hasekura Rokuemon Tsunenaga (支倉六右衛門常長 Chi Xương Lục Hữu Vệ Môn Thưởng Tràng)(1571 – 1622), theo các tài liệu châu Âu còn được đọc là Faxecura Rocuyemon phiên âm từ tiếng Nhật đương thời) là một võ sĩ samurai người Nhật Bản và là phiên sỹ của Date Masamune - daimyō phiên Sendai.

Ngày tháng chuyến đi của Hasekura Tsunenaga

Trong các năm từ 1613 tới 1620, Hasekura dẫn đầu một sứ bộ tới Vatican ở Roma, đi qua Tân Tây Ban Nha (cập bờ tại Acapulco rồi rời bến Veracruz) và ghé thăm nhiều địa điểm tại châu Âu. Sứ bộ này được lịch sử gọi Sứ tiết Keichō (慶長使節 Khánh Trường sứ tiết), tiếp nối Sứ tiết Tenshō (天正使節 Thiên Chính sứ tiết) năm 1582. Trên đường về, đoàn của Hasekura đi ngược lại theo con đường qua Mexico năm 1619, dong buồm từ Acapulco tới Manila rồi thăng buồm hướng bắc về Nhật Bản vào năm 1620. Ông thường được coi là sứ thần đầu tiên của Nhật Bản tới Châu Mỹ và châu Âu.
Mặc dù sứ bộ của Hasekura Tsunenaga được đón tiếp thân tình tại châu Âu, chuyến đi này diễn ra vào giai đoạn Nhật Bản đang chuyển dần sang chính sách cấm đoán Công giáo. Do đó, các triều đình châu Âu như nhà vua Tây Ban Nha khước từ hiệp định thương mại mà Hasekura đề xuất. Hasekura trở về Nhật Bản năm 1620 và qua đời vì bệnh một năm sau đó, sứ bộ của ông trở về mà không đem lại mấy kết quả trong bối cảnh Nhật Bản ngày càng trở nên biệt lập.
Sứ bộ tiếp theo của Nhật Bản tới châu Âu mãi hơn 200 năm sau đó mới khởi hành. Đó chính là Sứ bộ Nhật Bản đầu tiên tới châu Âu (第１回遣欧使節 Đệ Nhất Hồi Khiển Âu sứ tiết) vào năm 1862 sau hơn hai thế kỷ cô lập với chính sách "Sakoku".

## Thời niên thiếu
Giai đoạn thơ ấu của Hasekura Tsunenaga còn ít được biết đến. Ông là một samurai quý tộc cỡ trung tại phiên Sendai phía Bắc Nhật Bản, có cơ hội được phục vụ trực tiếp daimyō Date Masamune. Cả hai người gần ngang tuổi nhau và sử chép rằng Tsunesaga đã vài lần được giao nhiệm vụ đi sứ thay mặt Masamune.

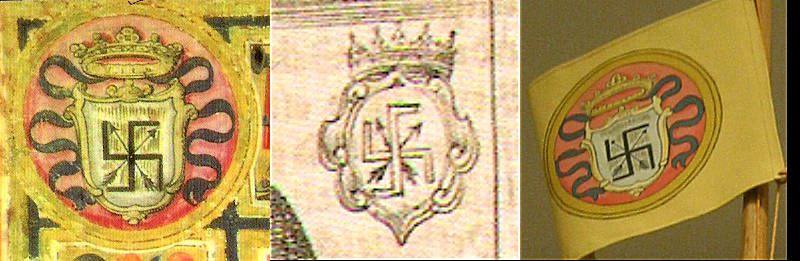
Hasekura có một phù hiệu chính thức, bao gồm một Chữ Vạn có hai mũi tên bắt chéo, tất cả nằm trong một cái khiên có vương miện bên trên với nền da cam. Phù hiệu được vẽ trong tranh của Deruet, chứng chỉ công dân thành Roma (phía trên bên trái), nhiều trang trí nổi (ở giữa), và được sử dụng làm kỳ hiệu trên tàu của ông (bên phải).

Còn có sử liệu rằng Hasekura từng làm samurai trong hai cuộc xâm lược Triều Tiên dưới trướng Taiko Toyotomi Hideyoshi vào năm 1597.
Năm 1612, cha của Hasekura Tsunenaga là Hasekura Tsunenari (支倉常成 Chi Xương Thường Thành) mắc tội tham nhũng rồi bị xử tử năm 1613. Thái ấp của Tsunenari bị tịch thu và đáng lẽ ra con trai cũng bị xử tử theo. Tuy vậy, Date lại cho Tsunenaga cơ hội vãn hồi danh dự bằng cách để ông phụ trách sứ bộ sang châu Âu. Không lâu sau đó, thái ấp của ông cũng được hoàn trả.

## Bối cảnh: Những mối tiếp xúc ban đầu giữa Nhật Bản và Tây Ban Nha
Đế chế Tây Ban Nha bắt đầu hải hành xuyên Thái Bình Dương giữa Tân Tây Ban Nha (Mexico) và Philippines vào năm 1565. Những chuyến thuyền buồm Manila nổi tiếng chở bạc từ Mexico về phía Tây tới trung tâm buôn bán Manila, thuộc địa của Tây Ban Nha tại Philippines. Ở đó, bạc được dùng để mua gia vị và trao đổi hàng hóa gom từ khắp Á Châu, bao gồm cả Nhật Bản (cho đến năm 1638). Đường về của những con thuyền buồm ấy lần đầu được nhà thám hiểm người Tây Ban Nha Andrés de Urdaneta vẽ lại. Con thuyền ngược lên hướng Đông Bắc theo dòng hải lưu Kuroshio (còn được gọi là hải lưu Nhật Bản) tới ngoài khơi bờ biển Nhật Bản rồi băng qua Thái Bình Dương tới bờ biển Bắc Mỹ, cuối cùng cập bờ tại Acapulco.
Thuyền Tây Ban Nha thường bị chìm ngoài khơi bờ biển Nhật Bản vì thời tiết xấu, cũng vì thế mà hai nước mới bắt đầu giao thiệp. Người Tây Ban Nha muốn truyền bá Công giáo vào Nhật Bản. Những nỗ lực mở rộng ảnh hưởng vấp phải sự chống đối từ Bồ Đào Nha và Hà Lan vì không muốn Tây Ban Nha nhảy vào buôn bán với Nhật Bản. Dòng Tên vốn bắt đầu truyền đạo từ năm 1549 cũng gặp phải nhiều sự chống đối kiên quyết. Tuy vậy, một số người Nhật Bản như Christopher và Cosmas đã vượt Thái Bình Dương bằng thuyền buồm của người Hà Lan ít nhất là từ năm 1587. Sử cũng chép Toyotomi Hideyoshi và Thống đốc Philippines cũng gửi quà cho nhau. Năm 1597, Toyotomi viết thư cảm ơn Thống đốc rằng, "tôi thấy con voi màu đen là đặc biệt khác thường nhất."
Năm 1609, con thuyền Tây Ban Nha mang tên San Francisco gặp phải thời tiết xấu trên đường từ Manila về Acapulco và bị đắm dạt vào bờ biển Nhật Bản tại Chiba, gần Tokyo. Các thủy thủ được cứu sống và đón tiếp thịnh tình. Thuyền trưởng và cũng là cựu Thống đốc lâm thời Rodrigo de Vivero được tiếp kiến Shōgun đã nghỉ hưu Tokugawa Ieyasu. Rodrigo de Vivero soạn một hiệp ước ký ngày 29 tháng 11 năm 1609, trong đó người Tây Ban Nha có thể thành lập một nhà máy ở phía Đông Nhật Bản, chuyên gia khai mỏ sẽ được mời từ Tân Tây Ban Nha, thuyền Tây Ban Nha sẽ được viếng thăm Nhật Bản trong trường hợp cần thiết, và một sứ bộ Nhật Bản sẽ được gửi tới triều đình Tây Ban Nha.

## Chuyến đi đầu tiên của người Nhật tới châu Mỹ

#### Con thuyềnSan Buena Venturanăm 1610

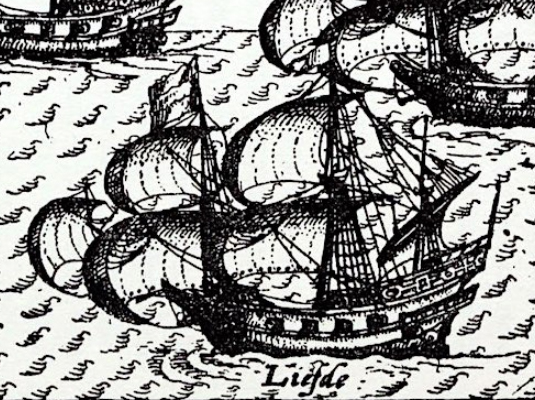
Con thuyền San Buena Ventura của Nhật được đóng theo mẫu chiếc Liefde (được vẽ ở đây). Đây là con thuyền William Adams ban đầu dùng để tới Nhật Bản.

Một thầy tu Dòng Phanxicô tên gọi Luis Sotelo, cải đạo tại một vùng ngày nay là Tokyo, thuyết phục cha con Tokugawa Ieyasu và Tokugawa Hidetada cử ông làm đại diện tới Tân Tây Ban Nha (Mexico) trên một con thuyền của Tướng quân Shōgun, với mục đích thúc đẩy hiệp ước thương mại . Rodrigo de Vivero đề nghị được lái con tàu này để đảm bảo cập bến Tân Tây Ban Nha an toàn, nhưng cương quyết đòi để một tu sĩ dòng Phanxicô khác là Alonso Muños làm đại diện cho Shōgun. Năm 1610, Rodrigo de Vivero, vài thủy thủ Tây Ban Nha, tu sĩ dòng Phanxicô cùng 22 đại điện phía Nhật do thương nhân Tanaka Shosuke dẫn đầu khởi hành tới Mexico trên con thuyền San Buena Ventura do nhà thám hiểm người Anh của Shōgun William Adams đóng.Khi đến Tân Tây Ban Nha, Alonso Muños gặp Tổng trấn Luis de Velasco. Tổng trấn đồng ý cử một nhà thám hiểm nổi tiếng Sebastian Vizcaino làm sứ thần tới Nhật Bản cùng với nhiệm vụ tìm kiếm Quần đảo Bạc ("Isla de Plata") được cho là ở phía Đông nước Nhật.
Vizcaino tới Nhật Bản năm 1611, và nhiều lần được tiếp kiến Shōgun (Tướng quân) cũng như các daimyō (đại danh, tức lãnh chúa một vùng). Những cuộc tiếp kiến này đều bị phá hỏng do ông không tôn trọng phong tục người Nhật, sự phản ứng ngày càng mạnh mẽ do việc người Nhật cải sang Thiên Chúa giáo cũng như những âm mưu ngáng đường Tây Ban Nha của Hà Lan. Vizcaino cuối cùng ra đi tìm kiếm Đảo Bạc nhưng gặp thời tiết xấu nên buộc phải quay về Nhật Bản cùng nhiều tổn thất nặng nề.

### Con thuyềnSan Sebastiannăm 1612
Không cần chờ Vizcaino, một con thuyền khác – được Mạc phủ đóng tại Izu do Đô đốc Mukai Shogen chỉ huy, và được đặt tên là San Sebastian – khởi hành tới Mexico vào ngày 9 tháng 9 năm 1612 cùng với Luis Sotelo trên tàu cũng như hai đại diện của Date Masamune, với mục đích thúc đẩy hiệp định thương mại với Tân Tây Ban Nha. Tuy vậy, con tàu bị đắm cách cảng Uraga chỉ vài dặm và chuyến đi bị hủy bỏ,

## Kế hoạch đi sứ năm 1613

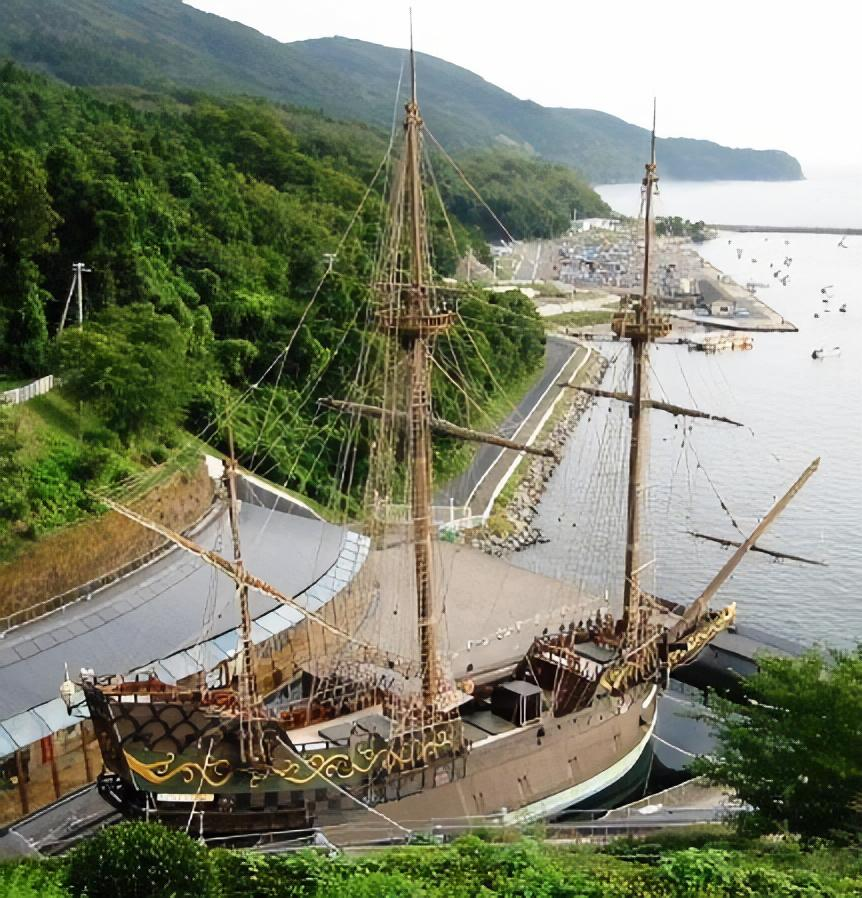
Bản sao thuyền buồm San Juan Bautista, ở Ishinomaki, Nhật Bản

Shōgun quyết định đóng một thuyền buồm mới ở Nhật Bản để đưa Vizcaino về Tân Tây Ban Nha theo sứ đoàn Nhật Bản và Luis Sotelo. Con thuyền này ban đầu được người Nhật đặt tên là ‘’Date Maru’’ nhưng sau được người Tây Ban Nha đổi thành San Juan Bautista. Việc đóng tàu mất 45 ngày với sự tham gia của các chuyên gia kỹ thuật của Mạc phủ (Đô đốc Hải quân Mukai Shogen, một người quen của William Adams, hai người đã cùng nhau đóng vài chiếc thuyền, đã cử người thợ mộc chính của mình), 800 thợ đóng tàu, 700 thợ rèn, và 3.000 thợ mộc. Daimyō Date Masamune phiên Sendai được giao phụ trách dự án này. Ông bổ nhiệm một trong các thuộc hạ của mình là Hasekura Tsunenaga chỉ huy dẫn đầu sứ bộ. 
| “                                                                           | Đại Thuyền rời Toshima-Tsukinoura dong buồm tới Nanban ngày 15 tháng 9 [lịch âm], do Hasekura Rokuemon Tsunenaga đứng đầu, cùng với Imaizumi Sakan, Matsuki Shusaku, Nishi Kyusuke, Tanaka Taroemon, Naito Hanjuro, Sonohoka Kyuemon, Kuranojo, Tonomo, Kitsunai, Kyuji, và vài người khác dưới quyền Rokuemon, cũng như 40 người Nanban, 10 người của Mukai Shogen, và thương nhân, tổng số 180 người. | ” |
| — Ghi chép của gia tộc Date, Keichō-Genna 伊達家慶長元和留控, Gonoi tr. 56. | |   |

Mục đích của sứ bộ Nhật Bản vừa là đàm phán hiệp định thương mại với triều đình Tây Ban Nha tại Madrid, vừa là tiếp kiến Giáo hoàng tại Roma. Date Masamune rất hoan nghênh Công giáo trong phiên của mình: ông mời Luis Sotelo và cho phép truyền bá Công giáo vào năm 1611. Trong bức thư gửi Giáo hoàng do Hasekura chuyển, ông viết: "Con sẽ dâng cho người mảnh đất của mình làm cơ sở truyền đạo. Hãy gửi đến cho chúng con càng nhiều tu sỹ càng tốt."
Trong ghi chép của riêng mình về chuyến hải hành, Sotelo nhấn mạnh vai trò tôn giáo của sứ bộ và khẳng định rằng mục đích chính là để truyền bá niềm tin Công giáo ở phía Bắc Nhật Bản: 

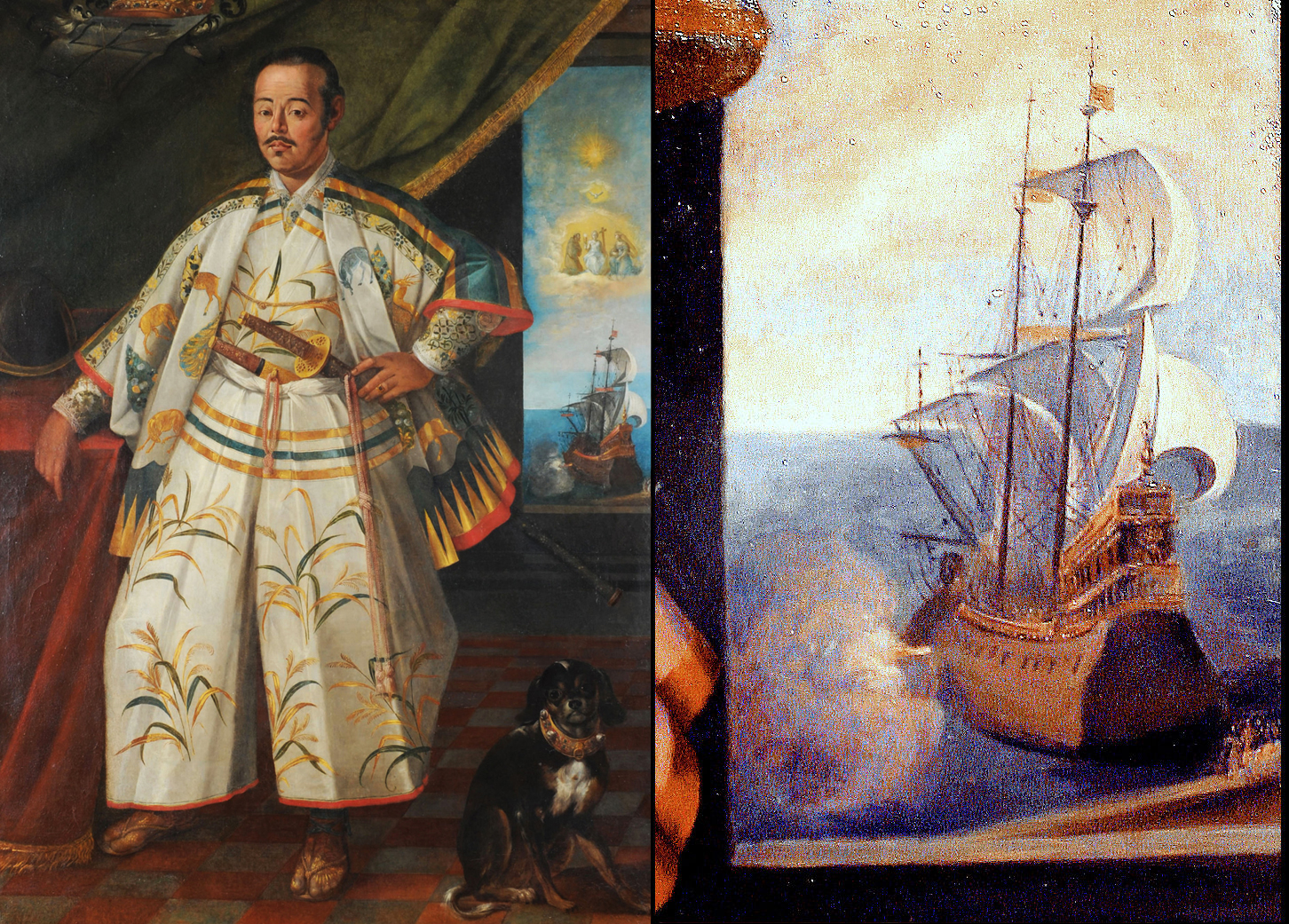
Con thuyền San Juan Bautista theo nét vẽ của Deruet mô tả lại con thuyền cùng cờ hiệu của Hasekura (chữ Vạn màu đỏ trên nền da cam) trên đỉnh cột buồm (bên phải: chi tiết về con tàu).

Vào thời điểm đó, sứ bộ này có lẽ là một phần kế hoạch đa dạng hóa và tăng cường mậu dịch với nước ngoài, trước khi sự tham gia của Công giáo vào cuộc nổi dậy tại Osaka châm ngòi cho những phản ứng mạnh mẽ từ phía Mạc phủ với việc cấm Công giáo từ năm 1614.

## Chuyến hải hành xuyên Thái Bình Dương
Khi đã đóng xong, tàu San Juan Bautista khởi hành tới Acapulco vào ngày 28 tháng 10 năm 1613 với khoảng 180 người trên tàu, bao gồm 10 võ sĩ samurai của Shōgun (do Đô đốc Hải quân Mukai Shogen Tadakatsu chỉ định, 12 samurai phiên Sendai, 120 thương nhân Nhật Bản, thủy thủ và người hầu, khoảng 40 người Tây Ban Nha và Bồ Đào Nha, bao gồm của Sebastian Vizcaino (theo lời của ông, ông chỉ được đối xử như hành khách bình thường).

### Tân Tây Ban Nha (Acapulco)

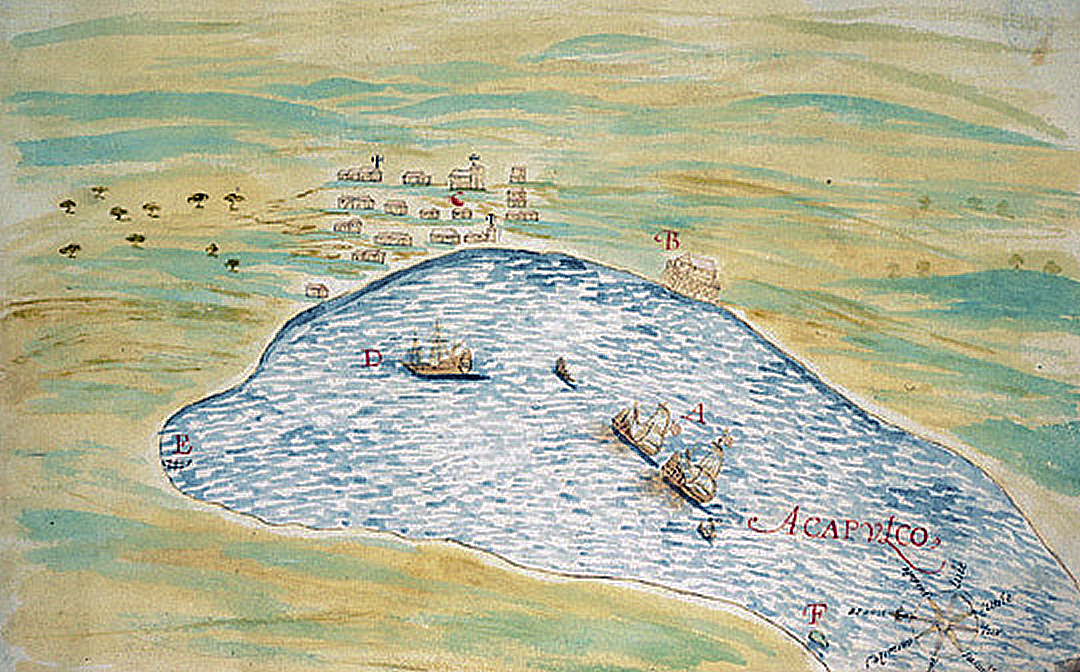
Cuốn "World Exploration" bản năm 1632 của Nicolas de Cardona vẽ toàn cảnh vịnh và thành phố Acapulco, đề cập tới sự hiện diện của "một con tàu từ Nhật Bản" (D), có thể là chiếc San Juan Bautista (Gonoi, p53). Cardona ở Acapulco từ cuối năm 1614 tới ngày 21 tháng 3 năm 1615. Toàn bộ chú thích bao gồm:
A. Đoàn tàu thám hiểm.
B. Lâu đài San Diego.
C. Thị trấn.
D. Một con thuyền vừa từ Nhật Bản tới.
E. Los Manzanillos.
F. El Grifo.

Sau ba tháng lênh đênh trên biển, con thuyền tới mũi Mendocino ở California ngày nay trước tiên rồi tiếp tục đi dọc bờ biển tới Acapulco ngày 25 tháng 1 năm 1614. Sứ bộ Nhật Bản được chào đón trọng thể nhưng phải đợi ở Acapulco cho đến khi nhận được lệnh liên quan tới việc sắp xếp lịch trình tiếp theo của đoàn.
Xung đột bùng lên giữa người Nhật và người Tây Ban Nha, đặc biệt là Vizcaino, có lẽ là vì cãi vã về chuyện xử lý những món quà từ phía Nhật ra sao. Một bài báo thời ấy do nhà sử học Chimalpahin Quauhtlehuanitzin viết (một quý tộc người Aztec sinh năm 1579 tại Amecameca (tỉnh Chalco cổ), tên chính thức của ông là "Domingo Francisco de San Anton Muñon") cho thấy Vizcaino bị thương rất nặng:
| “                                      | Señor Vizcaino vẫn bình phục chậm và chịu nhiều đau đớn; như chúng ta đã biết, người Nhật đã đánh rồi đâm ông bị thương ở Acapulco. | ” |
| — Domingo Francisco de San Anton Muñon | |   |

Sau những xung đột này, ngày 4 và 5 tháng 3, có nhiều mệnh lệnh được ban bố để tái lập trật tự. Lệnh viết rằng:
| “           | Không được tấn công người Nhật ở vùng đất này, nhưng họ phải giao nộp vũ khí cho đến khi rời đi, trừ Hasekura Tsunenaga và tám người tùy tùng… Người Nhật được tự do đi tới nơi họ muốn và được đối xử một cách thích đáng. Không được xúc phạm họ bằng lời nói hay hành động. Họ sẽ được tự do mua hàng hóa. Lệnh này được ban bố tới người Tây Ban Nha, người Anh-điêng, người Mulatto, người Mestizo, người da đen, ai không tuân thủ sẽ bị trừng phạt. | ” |
| — Mệnh lệnh | |   |

### Tân Tây Ban Nha (Mexico)
Sứ bộ ở lại Acapulco hai tháng rồi được chào đón trọng thể tại thành phố Mexico vào ngày 24 tháng 3. Nhiệm vụ cuối cùng của sứ bộ là khởi hành tới châu Âu. Sứ bộ lưu lại Mexico một thời gian rồi tới Veracruz để đi theo tàu Don Antonio Oquendo.
Chimalpahin ghi lại một số chi tiết về chuyến đi của Hasekura.
| “                                       | Đây là lần thứ hai tàu của người Nhật cập bờ biển Acapulco. Họ mang tới đây rất nhiều thứ làm từ sắt, bàn viết và một số quần áo họ sẽ đem bán. | ” |
| — Chimalpahin, "Biên niên sử thời đại". | |   |

| “                                       | Ở Mexico này người ta cho rằng lý do Hoàng đế Nhật Bản gửi sứ bộ và viên sứ thần đã nói ở trên tới đây là để tới Rôma diện kiến Giáo hoàng Phaolô V, dâng lên người sự phục tùng trước giáo hội và rằng tất cả người Nhật muốn đi theo Công giáo. | ” |
| — Chimalpahin, "Biên niên sử thời đại". | |   |

Hasekura được sắp xếp ở tại một ngôi nhà cạnh Nhà thờ San Francisco và tiếp kiến Tổng trấn. Ông giải thích với Tổng trấn rằng mình cũng có kế hoạch diện kiến nhà vua Tây Ban Nha Felipe III vì hòa bình và muốn người Nhật được tới Mexico buôn bán. Ngày 9 tháng 4 năm 20 người Nhật được rửa tội, tới ngày 20 tháng 4 có thêm 20 người nữa được Tổng Giám mục Mexico Juan Pérez de la Serna rửa tội tại Nhà thờ San Francisco. Tất cả 63 người trong số họ được nhận lễ kiến tín vào ngày 25 tháng 4. Hasekura đợi tới khi đến châu Âu mới rửa tội:
| “                                       | Nhưng vị sứ thần quý tộc không muốn được rửa tội ở đây; người ta nói rằng ông sẽ được rửa tội sau ở Tây Ban Nha. | ” |
| — Chimalpahin, "Biên niên sử thời đại". | |   |

#### Lên đường tới châu Âu
Chimalpahin chép rằng Hasekura Tsunenaga đã để một số đồng bào của mình ở lại trước khi tới châu Âu:
| “                                       | Sứ thần Nhật Bản lên đường tới Tây Ban Nha. Khi đi ông chia thuộc hạ của mình làm hai; ông mang theo một số người Nhật Bản và để một số thương nhân ở lại mua bán hàng hóa. | ” |
| — Chimalpahin, "Biên niên sử thời đại". | |   |

Sứ bộ khởi hành tới châu Âu trên con tàu San Jose vào ngày 10 tháng 6. Hasekura phải để lại đại bộ phận số tùy tùng, những người này phải đợi ở Acapulco cho đến khi sứ bộ quay về.
Một số người trong số họ cũng như những người từ chuyến đi trước của Tanaka Shosuke trở lại Nhật ngay trong năm đó trên con tàu San Juan Bautista:
| “                                       | Ngày hôm nay, Thứ ba ngày 15 tháng 10 năm 1614, một số người Nhật rời Mexico lên đường về Nhật; Họ đã sống ở Mexico này được 4 năm. Một số vẫn ở lại; họ kiếm sống bằng cách trao đổi và bán những hàng hóa họ đã mang sang từ Nhật. | ” |
| — Chimalpahin, "Biên niên sử thời đại". | |   |

### Cuba
Sứ bộ dừng để đổi thuyền tại La Habana, Cuba vào tháng 7 năm 1614. Sứ bộ lưu lại La Habana 6 ngày. Một bức tượng bằng đồng được dựng lên ở đầu vịnh La Habana vào ngày 26 tháng 4 năm 2001.

## Đặt chân tới châu Âu

### Tây Ban Nha

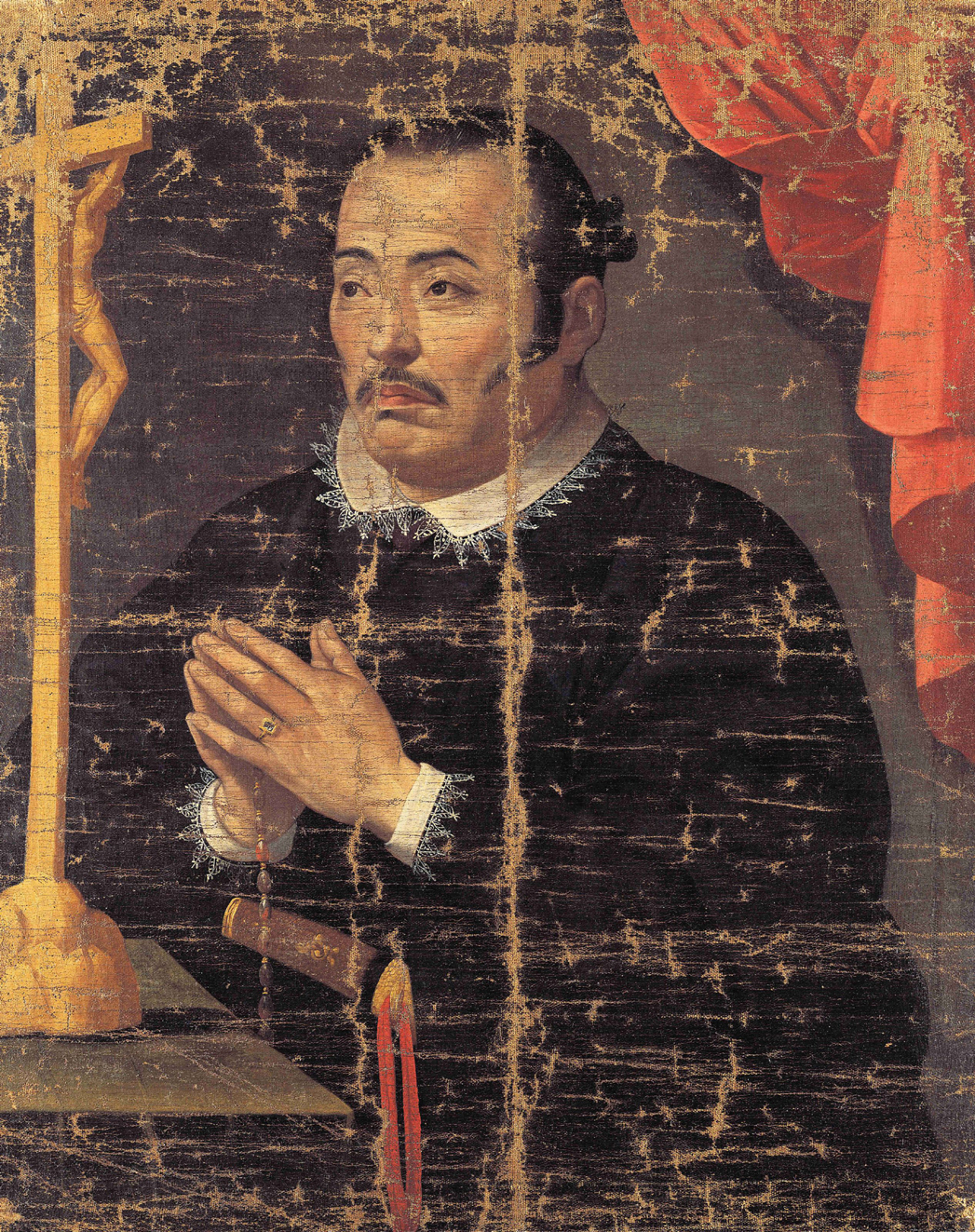
Hasekura cầu nguyện sau khi cải đạo tại Madrid năm 1615

Sứ bộ cập bến Sanlucar de Barrameda vào ngày 5 tháng 10 năm 1614.
| “                                           | Cuối cùng đoàn cũng tới cảng Sanlúcar de Barrameda an toàn vào ngày 5 tháng 10 sau nhiều hiểm nguy và sóng gió. Công tước Medina Sidonia được thông báo về sự có mặt của đoàn. Ông cử xe ngựa đến đón vị Sứ thần cùng đoàn tùy tùng. | ” |
| — Scipione Amati "Lịch sử Vương quốc Voxu". | |   |

| “                                                          | Sứ thần Nhật Bản Hasekura Rokuemon, do Joate Masamune, Vua xứ Boju, dẫn tới Sevilla ngày Thứ tư, 23 tháng 10 năm 1614. Ông đi cùng 30 người Nhật có đeo gươm, đội trưởng cận vệ, 12 cung thủ và kích thủ cầm gươm giáo lễ nghi. Đội trưởng cận vệ là một người Công giáo tên gọi Don Thomas, con trai của một võ sỹ Nhật Bản. | ” |
| — Library Capitular Calombina 84-7-19 Memorias..., fol.195 | |   |

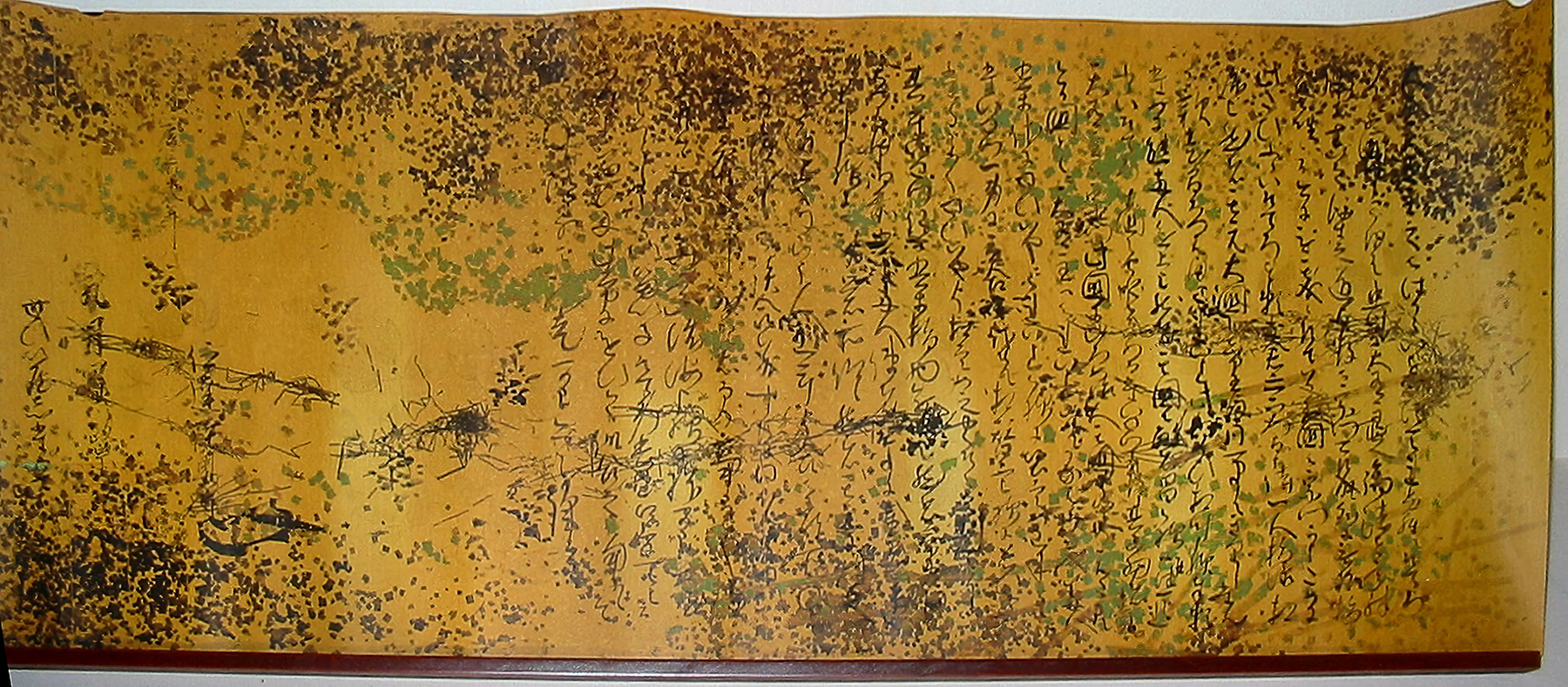
Bức thư lịch sử của sứ thần Nhật Bản đầu tiên tới Tây Ban Nha, lưu giữ tại Tòa thị chính thành phố Sevilla

Sứ thần Nhật Bản tiếp kiến Vua Felipe III tại Madrid vào ngày 30 tháng 1 năm 1615. Hasekura dâng lên nhà vua bức thư của Date Masamune, cũng như đề nghị ký hiệp ước. Nhà vua trả lời rằng ông sẽ làm những gì có thể để xem xét những yêu cầu này.
Hasekura được rửa tội vào ngày 17 tháng 2 bởi giáo sĩ riêng của nhà vua và được đổi tên thành Felipe Francisco Hasekura. Lễ rửa tội đáng lẽ do Tổng Giám mục Toledo tiến hành, mặc dù vậy ông quá ốm không thể thực hiện được. Công tước Lerma – quan đại thần dưới triều vua Felipe III và thực chất là người đứng đầu Tây Ban Nha – là cha đỡ đầu của Hasekura.
Sứ bộ ở lại Tây Ban Nha 8 tháng trước khi lên đường tới Ý.

### Pháp

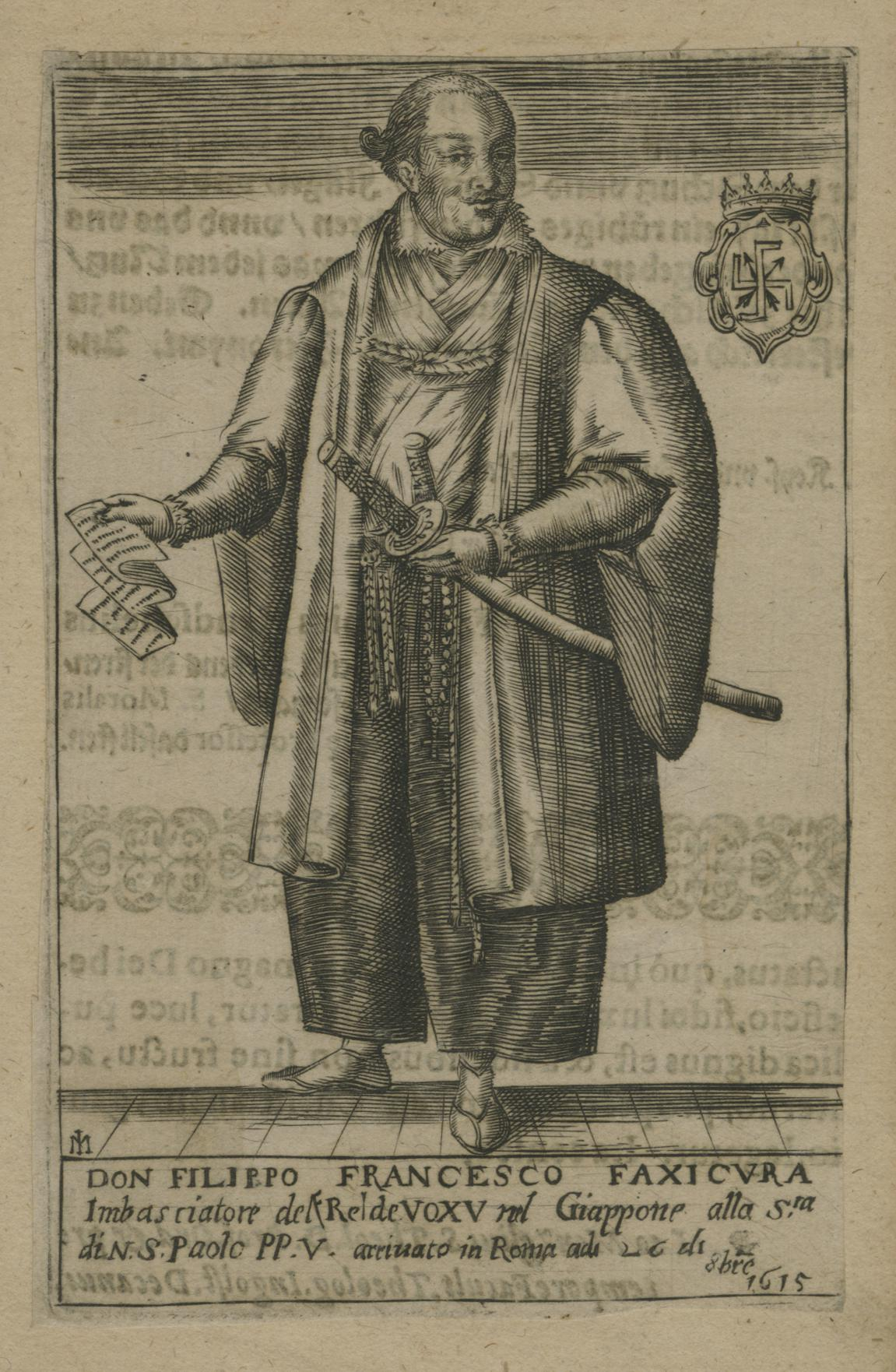
Bức tranh mô tả chuyến thăm vào thế kỷ 17 của Hasekura trong phiên bản tiếng Đức năm 1615 cuốn sách "Lịch sử Vương quốc Voxu" của Scipione Amati. Gia huy của Hasekura ở góc trên bên phải.

Sau khi đi dọc đất nước Tây Ban Nha, sứ bộ đi theo đường biển trên Địa Trung Hải để tới Ý trên ba thuyền chiến nhỏ. Vì thời tiết xấu, họ phải ở lại cảng Saint-Tropez, Vương quốc Pháp trong vài ngày. Ở đây họ được quý tộc địa phương đón tiếp và giành được nhiều sự chú ý của dân trong vùng.
Chuyến thăm của sứ bộ Nhật Bản được ghi lại trong biên niên sử của thành phố: "do Philip Francis Faxicura, Sứ thần của Date Masamunni, Vua của Woxu Nhật Bản".
Nhiều chi tiết về hành trình của họ đã được ghi lại:
- "Họ không bao giờ đụng ngón tay vào thức ăn mà dùng hai thanh gỗ nhỏ giữ bằng ba ngón tay."
- "Họ xì mũi vào giấy lụa mềm kích cỡ bằng bàn tay, không bao giờ dùng hai lần, nên họ ném xuống đất sau khi dùng, họ thích thú khi thấy mọi người xung quanh đua nhau nhặt tờ giấy ấy lên."
- "Kiếm của họ sắc đến nỗi có thể cắt một tờ giấy mềm bằng cách đặt lên lưỡi kiếm hoặc thổi."

("Quan hệ của Mme de St Troppez", tháng 10 năm 1615, Bibliothèque Inguimbertine, Carpentras).
Chuyến thăm của Hasekura Tsunenaga tới Saint-Tropez năm 1615 là sự tiếp xúc đầu tiên được ghi lại giữa hai nước Pháp và Nhật.

### Ý

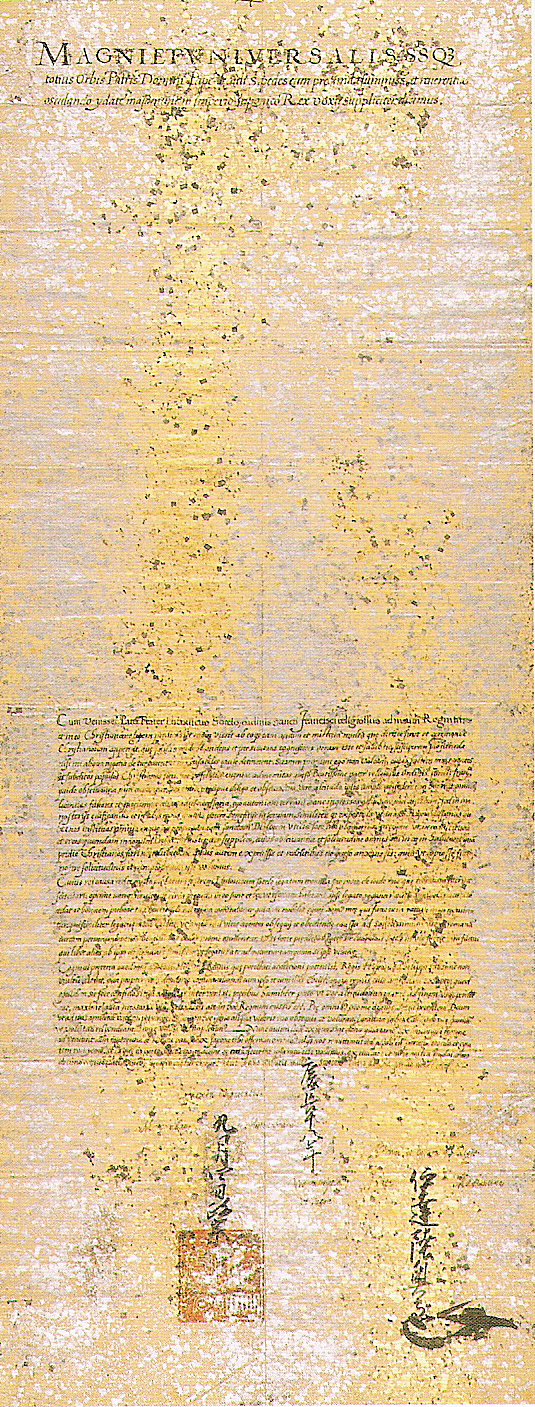
Thư bằng tiếng La Tinh của Date Masamune gửi Giáo hoàng, năm 1613, lưu trữ tại Vatican

Sứ bộ Nhật Bản tới Ý để có thể diện kiến Giáo hoàng Phaolô V tại Rôma vào tháng 11 năm 1615, cùng năm Galileo Galilei lần đầu phải ra trước Tòa án dị giáo vì những phát hiện đi ngược lại thuyết địa tâm. Hasekura trình lên Giáo hoàng hai bức thư mạ vàng, một viết bằng tiếng Nhật, một bằng tiếng La Tinh, trong đó đề nghị một hiệp ước thương mại giữa Nhật Bản và Mexico và gửi thêm các nhà truyền đạo tới Nhật Bản. Những bức thư này vẫn còn được lưu trữ tại Vatican cho đến ngày nay. Sau đây là đoạn trích một phần bức thư bằng tiếng Latin này (có lẽ do Luis Soleto viết cho Date Masamune):
Giáo hoàng đồng ý gửi các nhà truyền giáo, nhưng nhường quyết định về thương mại cho Vua Tây Ban Nha.
Triều đình Rôma cũng dành cho Hasekura danh hiệu công dân danh dự thành Rôma. Văn bản chứng nhận điều này được ông mang về Nhật Bản và vẫn còn được bảo quản cho đến ngày nay tại Sendai.

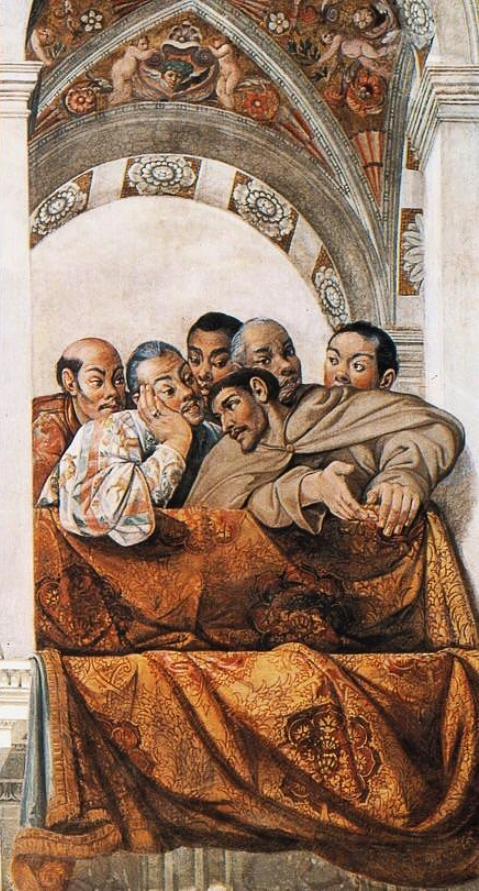
Hasekura cải đạo cùng tu sĩ dòng Phanxicô tên Luis Sotelo, xung quanh là các thành viên khác trong sứ bộ, trong một bức bích họa thể hiện "vinh quang của Giáo hoàng Phaolô V". Sala Regia, Cung điện Quirinal, Rôma, 1615.

Sotelo cũng tả lại buổi diện kiến Giáo hoàng trong cuốn sách De ecclesiae Iaponicae statu relatio
(được xuất bản sau khi ông mất năm 1634):
| “                                              | Khi chúng tôi tới được đây nhờ sự trợ giúp của Chúa trời trong năm cứu rỗi 1615, chúng tôi không chỉ nhận được sự đón tiếp ân cần của Giáo hoàng cùng Hồng y Đoàn, các Giám mục, các nhà quý tộc, thậm chí cả niềm hoan hỉ và hạnh phúc của người dân thành Rôma, mà chúng tôi và ba người khác (người theo đạo Công giáo ở Nhật đã đặc biệt lựa chọn những người này để thông báo tình hình đất nước mình) đã được lắng nghe, được nghỉ ngơi, và đúng như chúng tôi hy vọng, được gửi đi nhanh nhất có thể. | ” |
| — Sotelo, De ecclesiae Iaponicae statu relatio | |   |

### Tin đồn về âm mưu chính trị
Bên cạnh những lời miêu tả chính thức về chuyến thăm thành Rôma của Hasekura, một số bức thư đương thời cũng ám chỉ rằng chuyện chính trị cũng được bàn tới, và rằng một liên minh với daimyō Date Masamune được cho là một cách để truyền bá Công giáo tới toàn Nhật Bản:

### Chuyến thăm thứ hai tới Tây Ban Nha

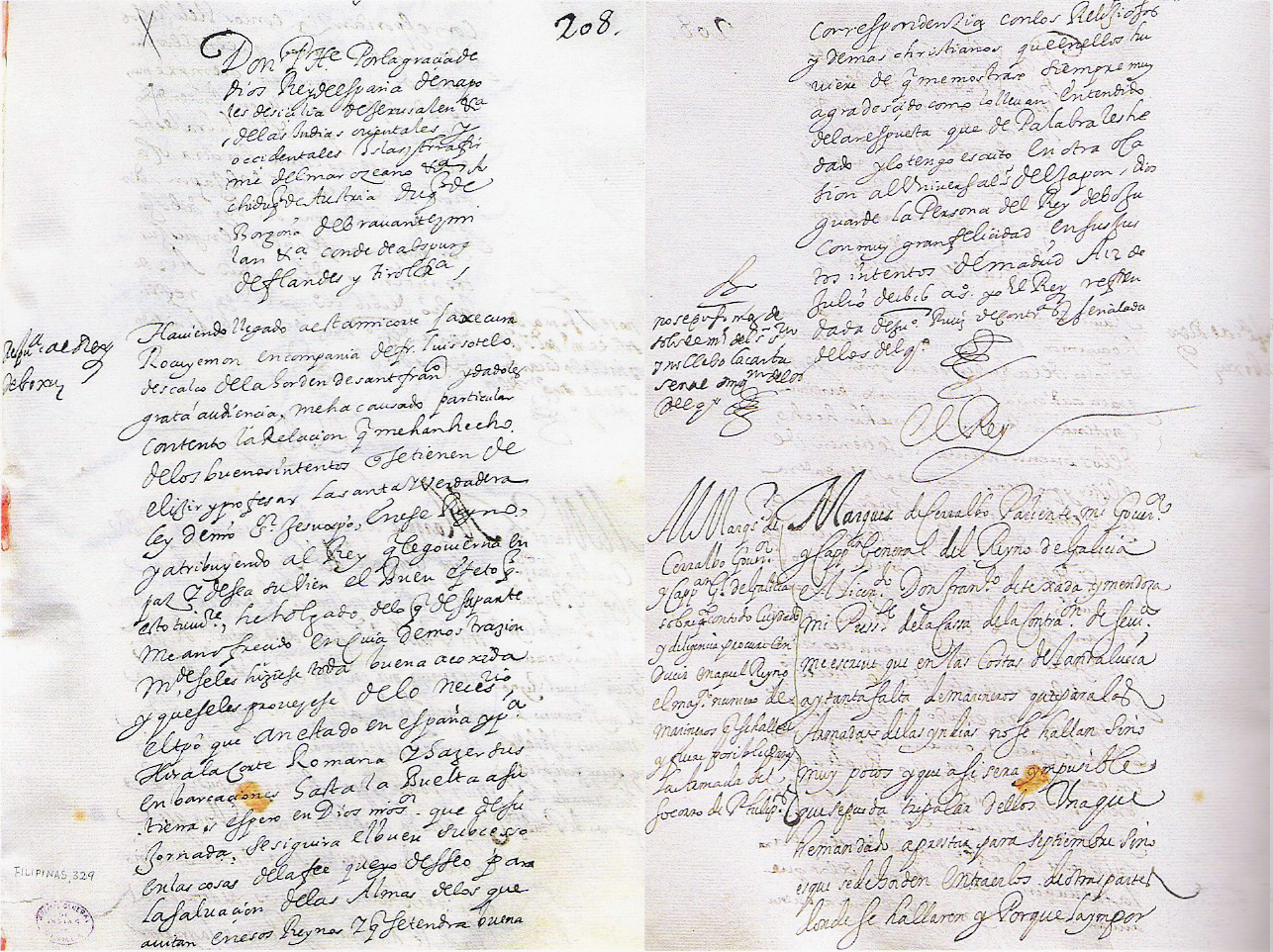
Bức thư Vua Tây Ban Nha gửi Date Masamune (1616). Bức thư nhờ giúp đỡ Công giáo này khá thân thiện nhưng không đề cập tới thương mại, bất chấp yêu cầu từ chính Date Masamune (bản phác thảo, lưu trữ tại kho lưu trữ thành phố Sevilla, Archivo General de Indias).

Lần thứ hai tới Tây Ban Nha, Hasekura lại được diện kiến nhà vua nhưng ông từ chối ký hiệp ước thương mại với lý do Sứ bộ Nhật Bản không giống như sứ bộ chính thức từ người nắm thực quyền tại Nhật Bản là Shōgun Tokugawa Ieyasu. Shōgun đã ra chiếu chỉ trục xuất tất cả các nhà truyền giáo ra khỏi Nhật Bản vào tháng 1 năm 1614 và bắt đầu khủng bố Công giáo.
Sứ bộ rời Sevilla về Mexico tháng 6 năm 1617 sau hai năm ở châu Âu, nhưng một số người Nhật vẫn ở lại Tây Ban Nha trong một thị trấn gần Sevilla (Coria del Río). Hậu duệ của họ tới nay vẫn dùng họ Japón.

### Các ấn phẩm phương Tây về sứ bộ của Hasekura
Sứ bộ Hasekura Tsunenaga là chủ đề cho rất nhiều ấn phẩm trên khắp châu Âu. Nhà văn Ý Scipione Amati đã đi cùng sứ đoàn trong hai năm 1615 và 1616 xuất bản cuốn "Lịch sử Vương quốc Voxu" tại thành Rôma năm 1615. Cuốn sách này được dịch sang tiếng Đức năm 1617. Năm 1616, chủ báo người Pháp Abraham Savgrain xuất bản một ghi chép về chuyến thăm Rôma của Hasekura: "Récit de l'entrée solemnelle et remarquable faite à Rome, par Dom Philippe Francois Faxicura" ("Ghi chép về chuyến viếng thăm ấn tượng và trang nghiêm tới Rôma của Dom Philippe Francois Faxicura").

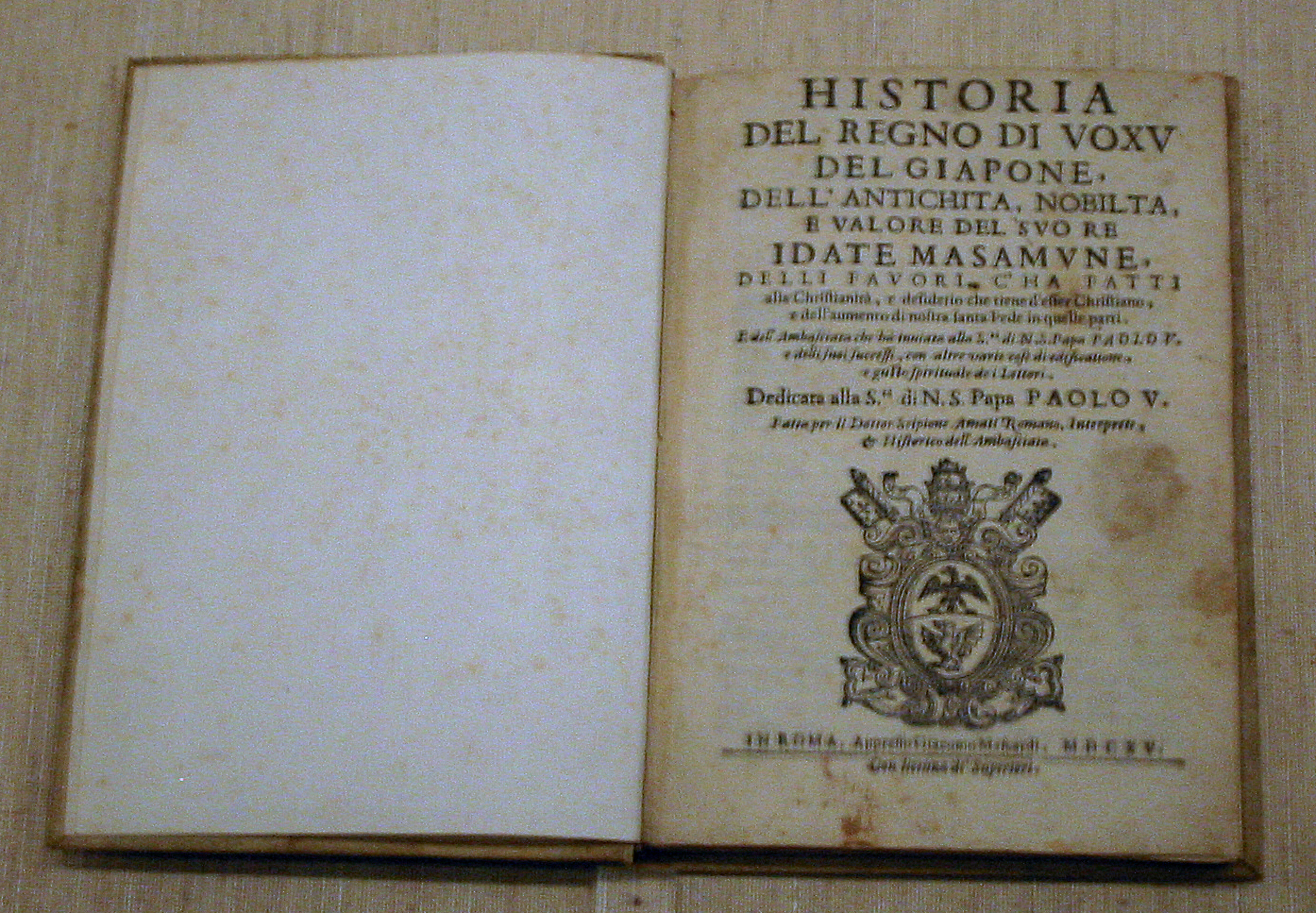
Cuốn sách "Lịch sử Vương quốc Woxu" xuất bản năm 1615 của Amati.
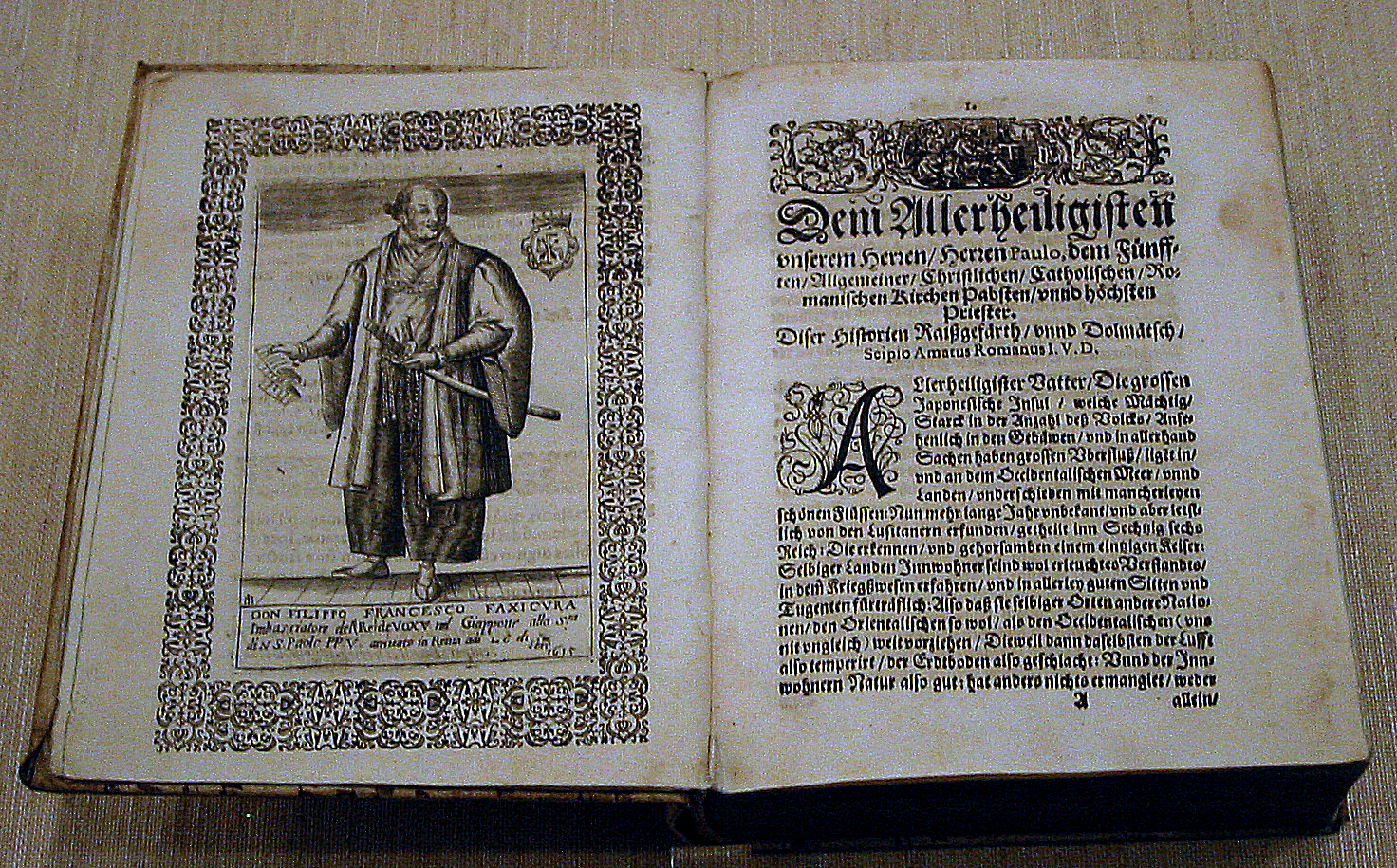
Bản dịch tiếng Đức cuốn sách của Amati.

### Trở về Mexico
Trên đường quay về Nhật Bản, Hasekura lưu lại Mexico 5 tháng. Con tàu San Juan Bautista đã đợi ở Acapulco từ năm 1616 sau chuyến đi thứ hai vượt Thái Bình Dương từ Nhật Bản tới Mexico. Con tàu chở nặng hạt tiêu loại tốt và đồ sơn mài từ Kyoto này do thuyền trưởng Yokozawa Shogen chỉ huy. Sau khi Vua Tây Ban Nha yêu cầu, để tránh quá nhiều bạc chảy về nước Nhật, viên Thống đốc yêu cầu tiền thu về phải được dùng để mua hàng hóa Mexico, trừ khoản 12.000 peso và 8.000 peso bạc thì được mang về cùng với Hasekura và Yokozawa.

### Philippines
Tháng 4 năm 1618, chiếc San Juan Bautista cập bến Philippines. Con tàu được chính quyền Tây Ban Nha ở đây mua lại với mục đích tăng cường phòng thủ trước các cuộc tấn công từ phía Hà Lan và Anh. Giám mục Philippines cùng với người bản địa Philippines và dân tộc Tagalog ở Manila đã tả lại thỏa thuận này trong công văn gửi nhà vua Tây Ban Nha ngày 28 tháng 7 năm 1619:

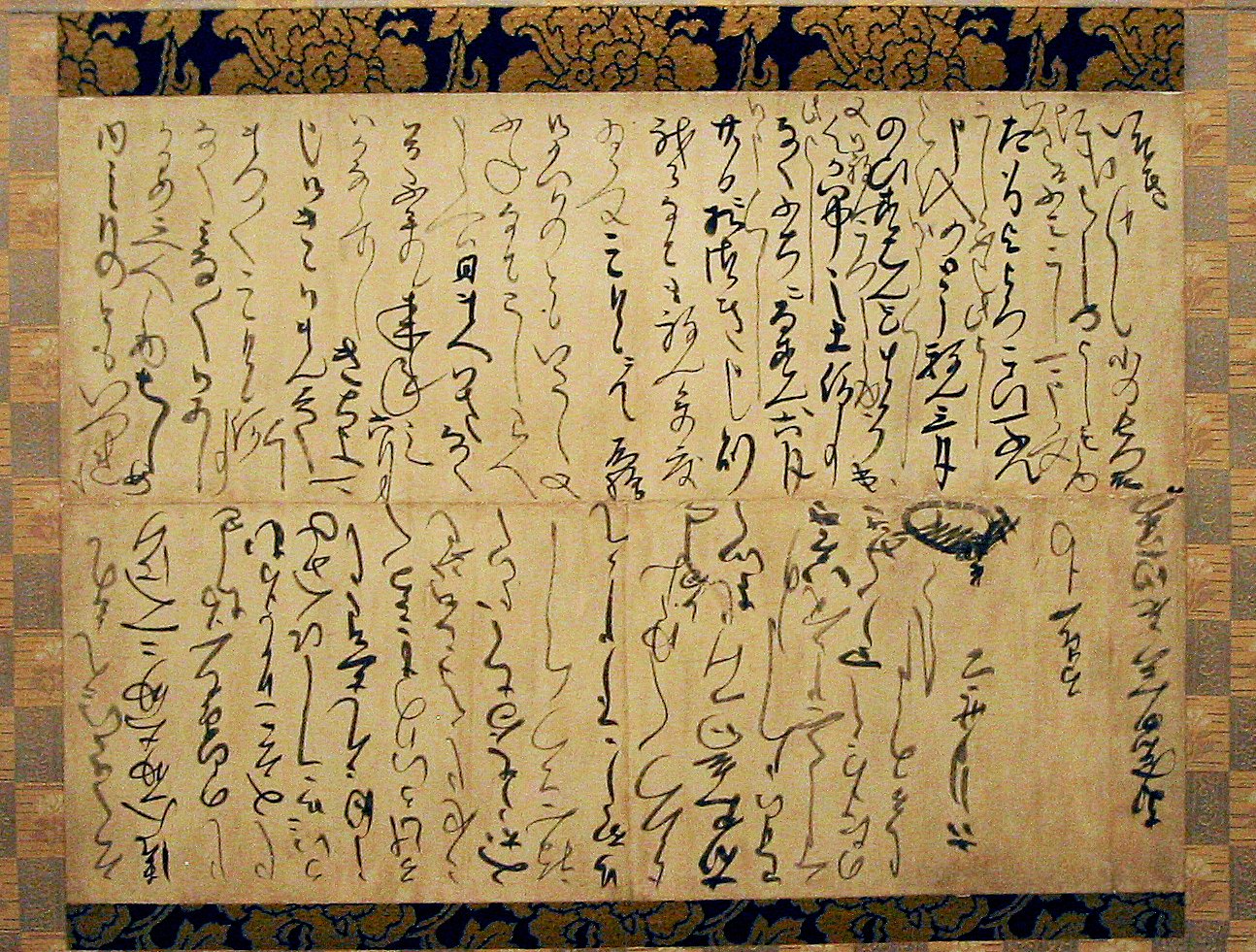
Thư Hasekura gửi con trai, viết trong những ngày ông ở Philippines, Bảo tàng thành phố Sendai

Trong khi ở tại Philippines cùng dân bản địa và tộc Tagalog, Hasekura đã mua rất nhiều hàng hóa cho Date Masamune và đóng thêm một con thuyền như lời ông viết trong bức thư gửi con trai. Cuối cùng ông trở về Nhật Bản vào tháng 8 năm 1620.

## Trở về Nhật Bản
Trước khi Hasekura trở về, Nhật Bản đã thay đổi mạnh mẽ: việc loại trừ Công giáo đã được tiến hành từ năm 1614, Tokugawa Ieyasu mất năm 1616 và người con có tư tưởng bài ngoại Tokugawa Hidetada lên nối ngôi, Nhật Bản chuyển mạnh sang chính sách bế quan tỏa cảng Sakoku. Vì tin tức về những vụ hành quyết bay tới châu Âu trong thời gian phái bộ Hasekura lưu lại châu Âu, nên các vị vua châu Âu, đặc biệt là Vua Tây Ban Nha, trở nên rất miễn cưỡng khi đáp lại những lời thỉnh cầu về thương mại và truyền giáo từ Hasekura.

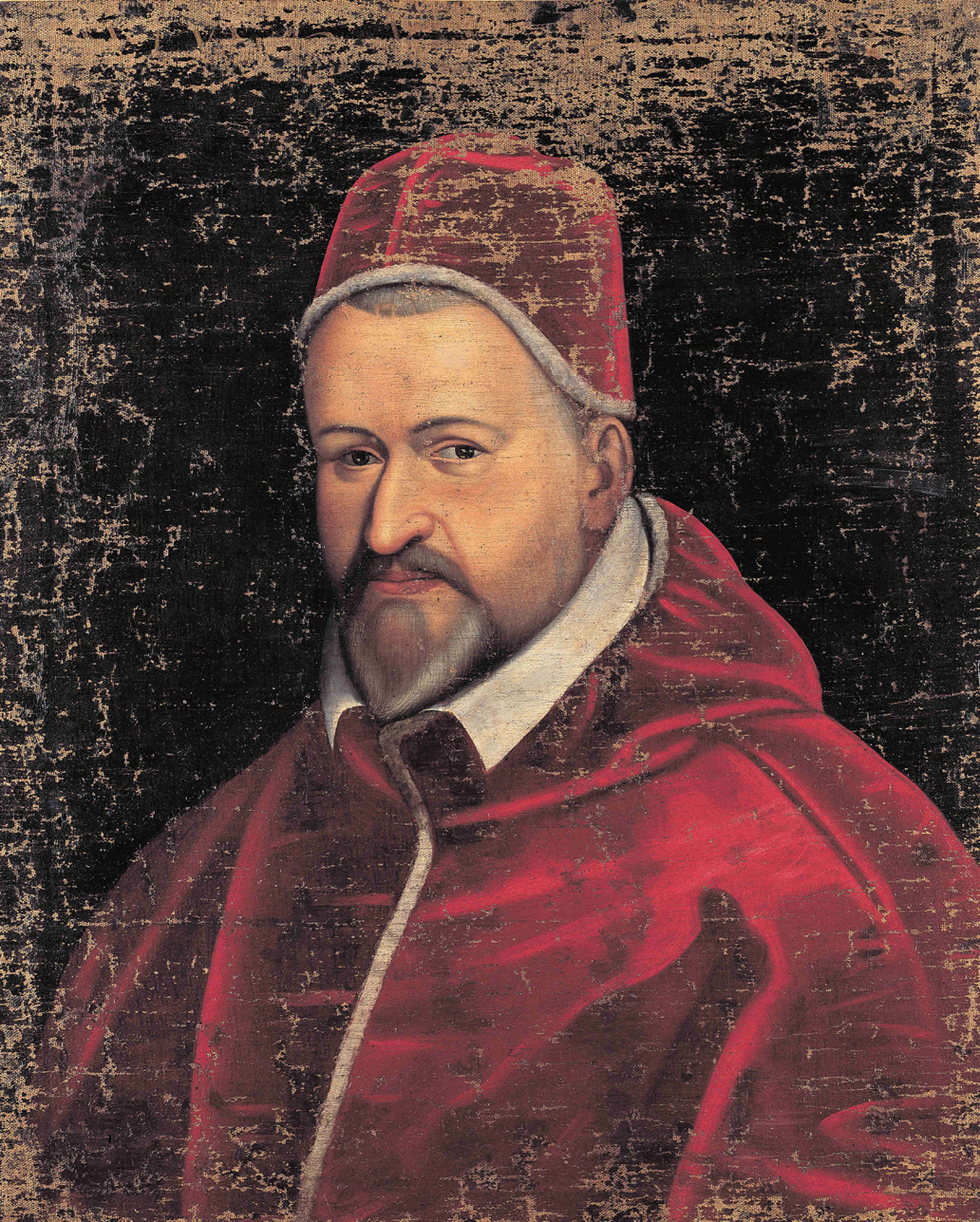
Tranh vẽ Giáo hoàng Phaolô V được Hasekura Tsunenaga mang về cho Date Masamune năm 1620; Bảo tàng Thành phố Sendai

Hasekura thuật lại chuyến hành trình của mình cho Date Masamune khi trở về Sendai. Sử chép rằng ông mang về một chân dung Giáo hoàng Phaolô V, một chân dung của chính ông khi đang cầu nguyện và một bộ dao găm của Indonesia và Ceylon, tất cả những vật này hiện vẫn được lưu trữ tại Bảo tàng thành phố Sendai. "Ghi chép về nhà Masamune" chép lại những lời kể của Hasekura khá cô đọng với một cái kết khó hiểu gần như giận dữ với Hasekura ("奇怪最多シ"):
| “                           | Rokuemon đi sang các nước Nanban, ông ta thể hiện lòng tôn kính của mình đối với Vua Phaolô, ông ta ở lại đó vài năm và giờ dong thuyền quay về từ Luzon. Ông mang theo tranh vẽ Vua của người Nanban, một bức tranh vẽ chính mình. Nhiều bản miên tả về các quốc gia Nanban và ý nghĩa những lời tuyên bố của Rokuemon thật bất ngờ và phi thường. | ” |
| — Ghi chép của nhà Masamune | |   |

### Cấm đạo Công giáo tại phiên Sendai
Hai ngày sau khi Hasekura trở về, đạoCông giáo bị cấm tại phiên Sendai:
Những gì Hasekura đã nói hoặc đã làm để mang tới điều này vẫn còn chưa ai biết. Những sự kiện tiếp sau đó cho thấy có vẻ như ông và gia quyến vẫn trung thành với Công giáo. Ông đã có những ghi chép đầy hứng khởi về sự vĩ đại và hùng mạnh của các quốc gia phương Tây và Công giáo. Ông có thể cũng đã ủng hộ cho một liên minh giữa Nhà thờ và Date Masamune để giành quyền kiểm soát toàn bộ nước Nhật (một ý tưởng được các thầy tu dòng Phanxicô nêu lên tại Rôma). Cuối cùng, hy vọng về thương mại với Tây Ban Nha cũng tiêu tan khi Hasekura thông báo rằng Vua Tây Ban Nha sẽ không thỏa hiệp chừng nào việc đàn áp còn diễn ra trên khắp đất nước.
Date Masamune, cho đến nay vẫn rất khoan dung với Công giáo bất chấp lệnh cấm của chính quyền Mạc phủ tại những vùng đất họ trực tiếp kiểm soát, do đó đã bất ngờ lánh xa niềm tin Tây phương. Vụ hành quyết những người Công giáo đầu tiên diễn ra sau đó 40 ngày. Các biện pháp chống đạo Date Masamune tiến hành vẫn tương đối nhẹ tay, và những người Công giáo Nhật Bản và Tây Âu cho rằng ông làm vậy chỉ để làm vừa lòng Tướng quân Shōgun:
Một tháng sau khi Hasekura trở về, Date Masamune viết một bức thư gửi Shōgun Tokugawa Hidetada, trong đó ông cố hết sức tránh né trách nhiệm của mình đối với sứ bộ này, giải thích chi tiết vì sao nó được thành lập với sự phê chuẩn, thậm chí là giúp đỡ của chính Tướng quân Shōgun:
| “                                                         | Khi thần gửi một con tàu tới các nước Nanban vài năm trước theo lời khuyên của Mukai Shogen, thần cũng cử theo một người Nanban tên gọi Sotelo đã sống ở Edo được vài năm. Khi ấy, Tướng quân cũng thảo một bức thư gửi người Nanban cùng quà, ví dụ như quạt và các bộ áo giáp. | ” |
| — 18 tháng 10 năm 1620, trích từ sách của Gonoi, tr. 234. | |   |

Tây Ban Nha đến khi ấy là cường quốc mà Nhật Bản lo ngại nhất (với một thuộc địa và quân đội ở ngay Philippines). Hasekura đã tận mắt chứng kiến sức mạnh của Tây Ban Nha và các biện pháp thực dân của họ tại Tân Tây Ban Nha (Mexico) có lẽ đã khiến Shōgun Tokugawa Hidetada quyết định cắt đứt quan hệ thương mại với Tây Ban Nha năm 1623 và quan hệ ngoại giao năm 1624, mặc dù các sự kiện khác như việc các tu sĩ Tây Ban Nha đột nhập vào Nhật Bản và một sứ bộ thất bại của Tây Ban Nha cũng có thể ảnh hưởng tới quyết định này.

### Qua đời
Những gì xảy ra sau đó với Hasekura chưa được biết tới và có rất nhiều thuyết về những năm tháng cuối đời của ông. Các nhà bình luận Công giáo đương đại chỉ có thể dựa vào các lời đồn, một số cho rằng ông đã từ bỏ Công giáo, một số cho rằng ông đã tử vì đạo còn số khác lại nghĩ ông bí mật đi theo Công giáo giáo. Số phận của gia quyến và nô bộc của ông (sau này bị xử tử vì theo Công giáo) cho thấy Hasekura có thể vẫn rất mộ đạo và truyền đức tin này cho gia đình mình.

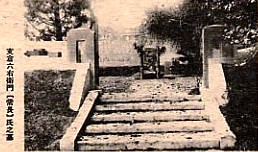
Ngôi mộ Phật giáo của Hasekura Tsunenaga, ngày nay vẫn có thể tới thăm tại Enfukuji, Enchōzan, Miyagi

Sotelo, trở về Nhật Bản nhưng bị bắt và cuối cùng bị thiêu sống năm 1624, viết lại trước khi bị xử tử rằng Hasekura trở về Nhật Bản như một vị anh hùng đã truyền bá đức tin Công giáo:
| “                                                    | Người đi cùng tôi, sứ thần Philippus Faxecura, sau khi trở về với vị vua đã nói tới ở trên (Date Masamune), được Thánh thượng tuyên dương trọng thể và được đưa tới cung điện để nghỉ ngơi sau một hành trình dài mệt mỏi. Ở đây ông giúp vợ, con, nô bộc và nhiều thuộc hạ của mình cải sang đạo Công giáo. Ông cũng khuyên những quý tộc thân thiết với mình cải đạo và họ đã nghe theo. Sau một năm dài làm những công việc ngoan đạo, ông qua đời để lại cho con cháu di sản đặc biệt trong dinh thực của mình đó là tài liệu về đức tin và việc bảo vệ Công giáo trong Vương quốc của mình. Thánh thượng và các quý tộc rất buồn khi ông qua đời, đặc biệt là những người theo Công giáo, những người biết rất rõ đạo đức và sự mộ đạo của người đàn ông này. Đó là điều tôi thấy từ thư của rất nhiều nhà tu hành đã được ông làm lễ ban phước và đã ở cũng những người khác ở bên ông khi ông qua đời. | ” |
| — Luis Sotelo, De ecclesiae Iaponicae statu relatio. | |   |

Hasekura Tsunenaga cũng mang về Nhật Bản nhiều đồ tạo tác của Công giáo nhưng ông không đem nộp lại cho lãnh chúa Daimyō và giữ lại trong dinh thự.
Hasekura Tsunenaga qua đời vì bệnh (theo các tài liệu Nhật Bản và Công giáo) vào năm 1622, nhưng nơi chôn cất vẫn chưa biết chắc. Có ba ngôi mộ được cho là của Hasekura. Ngôi mộ thứ nhất nằm tại chùa Enfukuji (円長山円福寺) in Miyagi. Ngôi mộ thứ hai được đánh dấu rõ ràng (cùng với một đài tưởng niệm Cha Sotelo) trong nghĩa trang của một ngôi chùa tại Kitayama.

### Gia quyến và nô bộc bị hành hình

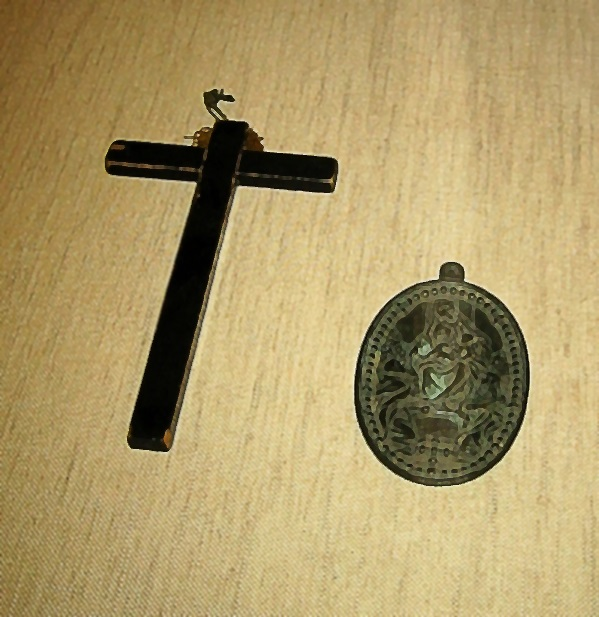
Thập giá và huy hiệu thu được tại dinh thự Hasekura năm 1640

Hasekura có một con trai tên gọi Rokuemon Tsuneyori. Hai người hầu của ông, Yogoemon (与五右衛門, ``Dư Ngũ Hữu Vệ Môn``) và vợ ông bị kết tội theo Công giáo nhưng không từ bỏ đức tin dù bị tra tấn (treo ngược, còn gọi là "Tsurushi", 釣殺し) và do đo qua đời vào tháng 8 năm 1637 (người theo đạo Công giáo được tha mạng nếu bỏ đạo, họ bị hành hình nhanh như vậy chứng tỏ họ từ chối bỏ đạo). Năm 1637, chính Rokuemon Tsuneyori cũng bị nghi là theo đạo Công giáo sau khi bị một số người từ Edo tố cáo nhưng thoát khỏi bị tra hỏi vì ông là người cai quản một ngôi chùa Thiền tông tại Komyoji (光明寺). Năm 1640, hai nô bộc khác của Tsuneyori là Tarozaemon (太郎左衛門, 71 tuổi), đã theo Hasekura tới thành Rôma, và vợ ông (59 tuổi), bị kết tội theo Công giáo nhưng từ chối bỏ đạo và bị tra tấn cho tới chết. Tsuneyori cũng bị quy trách nhiệm và bị chặt đầu cùng ngày hôm đó ở tuổi 42 với lý do đã không tố giác người theo Công giáo, dù vậy, vẫn chưa biết chắc được rằng liệu ông có phải người Công giáo hay không. Hai thầy tu Công giáo thuộc dòng Dominique là Pedro Vazquez và Joan Bautista Paulo đã khai ra tên của ông khi bị tra tấn. Em trai của Tsuneyori là Tsunemichi cũng bị kết tội theo đạo Công giáo nhưng trốn thoát được và từ đó biến mất.
Đặc quyền của nhà Hasekura cũng vì thế mà bị lãnh địa Sendai tước bỏ, tài sản và đất đai của họ bị tịch thu (thái ấp của ông mang lại giá trị khoảng 600 thạch (koku) mỗi năm). Đến năm 1640, các vật phẩm Công giáo của họ bị tịch thu và bị giữ lại tại Sendai cho đến khi chúng được tìm lại vào cuối thế kỷ 19.
Tính chung, khoảng 50 vật phẩm Công giáo được tim thấy tại dinh thự nhà Hasekura vào năm 1640, ví dụ như thập giá, tràng hạt, tranh và áo tôn giáo. Các đồ tạo tác này bị tịch thu và giữ lại tại thái ấp của Date. Một bản kiểm kê năm 1840 ghi rằng những đồ vật này thuộc về Hasekura Tsunaga. 19 cuốn sách cũng đề cập tới số đồ vật này nhưng chúng đã bị mất. Các đồ vật đó hiện nay vẫn được lưu giữ tại Bảo tàng thành phố Sendai và các bảo táng khác tại Sendai.

## Tìm lại
Sự tồn tại chuyến hải hành của Hasekura bị lãng quên tại Nhật cho tới khi quốc gia này mở cửa sau chính sách bế quan tỏa cảng Sakoku. Năm 1873, một sứ bộ Nhật Bản tới châu Âu (Sứ tiết Iwakura) do Iwakura Tomomi dẫn đầu lần đầu biết tới hành trình của Hasekura khi được xem các thư tịch về chuyến viếng thăm của họ tới Venezia, Ý.

### Hasekura ngày nay
Ngày nay, có một bức tượng Hasekura Tsunenaga ở ngoại ô Acapulco, Mexico; tại lối vào vịnh Havana, Cuba; ở Coria del Río, Tây Ban Nha;; tại Nhà thờ Civitavecchia, Ý; và tại Tsukinoura, gần Ishinomaki.
Khoảng 700 cư dân tại Coria del Río vẫn giữ họ Japón (họ gốc là Hasekura de Japón), cho thấy họ là con cháu của các thành viên trong sứ bộ Hasekura Tsunenaga.
Một công viên chủ đề về sứ bộ này và phiên bản thu nhỏ tàu San Juan Bautista được xây dựng ở vịnh Ishinomaki, nơi Hasekura bắt đầu hành trình của mình.
Ngày nay vẫn còn một bức tượng của Hasekura trong một công viên tại Manila, Philippines.
Shusaku Endo viết cuốn tiểu thuyết nhan đề Samurai năm1980 có liên quan tới chuyến đi của Hasekura Tsunenaga.
Một bộ phim hoạt hình được làm tại Tây Ban Nha năm 2005 với tiêu đề Gisaku kể về chuyến đi của một samurai Nhật Bản trẻ tuổi tên Yohei tới Nhật Bản vào thế kỷ 17, theo một cốt truyện lấy cảm hứng từ chuyến đi của Hasekura Tsunenaga. Yohei vẫn sống được tới ngày nay nhờ sức mạnh ma thuật ("Sau hàng thế kỷ say ngủ, anh tỉnh giấc trong một thế giới anh không hề biết đến"), và trải qua nhiều chuyến hành trình tại châu Âu hiện đại với tư cách một siêu anh hùng.

## Niên biểu hành trình

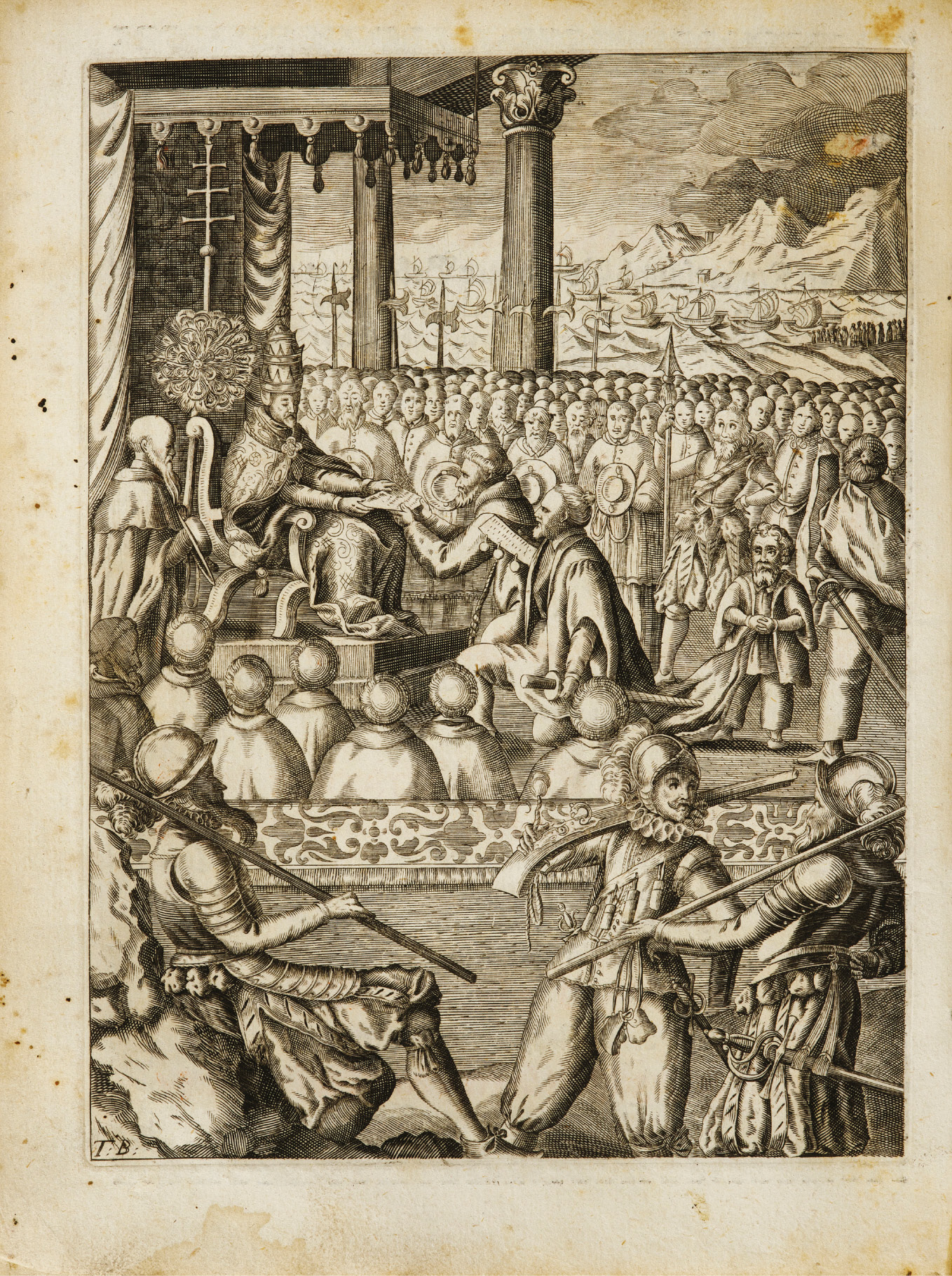
Tranh vẽ Hasekura quỳ gối trước Giáo hoàng, phiên bản tiếng Đức

| - Nhật Bản (1613) - Tháng 4 năm 1613: Chuyến hải hành của Date Masamune cùng việc đóng tàu được Mạc phủ Tokugawa phê chuẩn. - 28 tháng 10 năm 1613: Rời vịnh Tsukinoura. - Châu Mỹ (1613–1614) - Tháng 11 năm 1613: Trông thấy mũi Mendocino - Tháng 1 năm 1614: Dừng lại ở Zacatula - 25 tháng 1 năm 1614: Tới Acapulco, Tân Tây Ban Nha - 24 tháng 3 năm 1614: Tới thành phố Mexico - Puebla - Veracruz - 10 tháng 6 năm 1614: lên một chiến thuyền nhẹ của Tây Ban Nha tại San Juan de Ulúa - La Habana - Tây Ban Nha (1614–1615) - 5 tháng 10 năm 1614: Tới Sanlúcar de Barrameda, Tây Ban Nha - Coria del Rio - 21 tháng 10 năm 1614: Tới Sevilla - Córdoba - Toledo - Getafe - 20 tháng 12 năm 1614: Tới Madrid - 30 tháng 1 năm 1615: Tiếp kiến Nhà vua Tây Ban Nha Felipe III - 17 tháng 2 năm 1615: Lễ rửa tội của Hasekura Tsunenaga - Alcalá de Henares - Daroca - Zaragoza - Fraga - Lerida - Igualada - Barcelona - Pháp (1615) - Tháng 9 năm 1615: Saint-Tropez - Ý (1615–1616) - Savona - Genoa - 18 tháng 10 năm 1615: Tới Civitavecchia. - 29 tháng 10 năm 1615: Lễ đón mừng sứ bộ tới thành Rôma. - 3 tháng 11 năm 1615: Diện kiến Giáo hoàng Phaolô V. | - - 23 tháng 11 năm 1615: Hasekura Tsunenaga và bốn thành viên người Nhật của sứ bộ nhận danh hiệu Công dân danh dự thành Rôma. - Napoli - Rôma - Firenze - Venezia - Firenze - Livorno, lên thuyền tới Genoa - Genoa - Tây Ban Nha (1616) - Barcelona - Igualada - Lerida - Fraga - Zaragoza - Daroca - Alcalá de Henares - 17 tháng 4 năm 1616: Trở lại Madrid. - Getafe - Toledo - Córdoba - Sevilla - Coria del Rio - Tháng 6 năm 1616: Rời Tây Ban Nha tại Sanlúcar de Barrameda. - Châu Mỹ (1616–1618) - La Habana - San Juan de Ulúa - Veracruz - Puebla - Thành phố Mexico - Lên đường về từ Acapulco, Tân Tây Ban Nha - Philippines (1618–1620) - 20 tháng 6 năm 1618: Tới Manila, Philippines. - Nhật Bản (1620) - 22 tháng 9 năm 1620: Tới Nagasaki, Nhật Bản - 7 tháng 8 năm 1622: Hasekura qua đời vì bệnh |